# Puccinia imperatae
Puccinia imperatae ist eine Ständerpilzart aus der Ordnung der Rostpilze (Pucciniales). Der Pilz ist ein Endoparasit von Silberhaargras. Symptome des Befalls durch die Art sind Rostflecken und Pusteln auf den Blattoberflächen der Wirtspflanzen. Sie kommt im Mittelmeerraum und in Südafrika vor.

## Merkmale

### Makroskopische Merkmale
Puccinia imperatae ist mit bloßem Auge nur anhand der auf der Oberfläche des Wirtes hervortretenden Sporenlager zu erkennen. Sie wachsen in Nestern, die als gelbliche bis braune Flecken und Pusteln auf den Blattoberflächen erscheinen.

### Mikroskopische Merkmale
Das Myzel von Puccinia imperatae wächst wie bei allen Puccinia-Arten interzellulär und bildet Saugfäden, die in das Speichergewebe des Wirtes wachsen. Aecien oder Spermogonien der Art sind nicht bekannt. Die gelben Uredien der Art wachsen beidseitig auf den Blättern der Wirtspflanzen. Ihre hyalinen bis gelblichen Uredosporen sind kugelig bis eiförmig, 23–28 × 18–22 µm groß und fein stachelwarzig. Die beidseitig wachsenden Telien sind schwarzbraun, früh unbedeckt und pulverig. Die goldenen bis hell haselnussbraunen Teliosporen sind zweizellig, in der Regel ellipsoid bis langellipsoid und 34–50 × 19–26 µm groß; ihre Stiele sind farblos und bis zu 160 µm lang.

## Verbreitung
Das bekannte Verbreitungsgebiet von Puccinia imperatae umfasst Südafrika und den Mittelmeerraum.

## Ökologie
Die Wirtspflanzen von Puccinia imperatae ist das Silberhaargras (Imperata cylindrica). Der Pilz ernährt sich von den im Speichergewebe der Pflanzen vorhandenen Nährstoffen, seine Sporenlager brechen später durch die Blattoberfläche und setzen Sporen frei. Die Art verfügt über einen Entwicklungszyklus, von dem bislang lediglich Telien und Uredien sowie deren Wirt bekannt sind; Spermogonien und Aecien konnten dem Pilz nicht zugeordnet werden.